# Alphonse-Eugène Lamare
 (juin 2023).
Si vous disposez d'ouvrages ou d'articles de référence ou si vous connaissez des sites web de qualité traitant du thème abordé ici, merci de compléter l'article en donnant les références utiles à sa vérifiabilité et en les liant à la section « Notes et références ».
Alphonse-Eugène Lamare, né à Paris le 17 février 1852 et mort à Fontainebleau le 18 juillet 1931, est un peintre portraitiste français.
Élève de Cabasson, il expose à plusieurs reprises au Salon de Paris. Il déménage à Reims en 1887 et travaille alors pour la bourgeoisie locale. Une toile et deux de ses pastels sont conservés au musée des Beaux-Arts de Reims.

## Biographie
Alphonse-Eugène Lamare est né à Paris le 17 février 1852. Il est le fils d’un encadreur. Élève de Cabasson, il étudie à l'École des Beaux-Arts de Paris et est sociétaire de la Société des Artistes Français.
Encouragé par des commandes reçues, il déménage à Reims en 1887 où il travaille comme portraitiste et professeur de peinture et de dessin pour dames. Il côtoie alors le peintre Émile Wéry. Il expose régulièrement au Salon de Paris des portraits, peintures et dessins, dans les décennies 1880 et 1890.
Toutes ses œuvres répertoriées, peintures et dessins, sont des portraits représentant ses proches ou des notables. Une toile et deux pastels sont conservés au musée des Beaux-Arts de Reims.
Alphonse-Eugène Lamare meurt à Fontainebleau le 18 juillet 1931,, il est le père de la soprano Berthe Lamare (1880-1954).